# Debora Danzi
Debora Danzi (Roma, 7 gennaio 1975) è un'ex cestista italiana.

## Carriera
Con l'Italia ha disputato i Giochi del Mediterraneo del 2005.